# 김선민 (역사가)
김선민(金宣旼, 1971년~)은 대한민국의 역사가이다. 주 연구 분야는 중국근세사이며, 2010년부터 고려대학교 민족문화연구원으로 재직 중이다.

## 저서

### 공저
- 《문화동역학라이브러리 16: 만주실록 역주》(소명, 2014년)
- 《문화동역학라이브러리 6: 동아시아의 근대, 그 중심과 주변》(소명, 2013년)